# Peter Newmark
Peter Newmark (12. dubna 1916 Brno – 17. července 2011) byl britský lingvista, pedagog, překladatel a teoretik překladu moravského původu.

## Život
Narodil jako Peter Neumark 12. dubna 1916 v Brně do evangelické rodiny brněnského podnikatele George Villierse Neumarka, který v Brně spoluvlastnil textilní továrnu, a jeho manželky Marthy, rozené Herschmannové. Jeho strýcem byl Walter V. Neumark.
V pěti letech odjel s rodiči do Anglie. V roce 1934 nastoupil na Trinity College na univerzitě v Cambridge, kde studoval francouzskou a německou filologii a anglickou literaturu. Po vypuknutí druhé světové války vstoupil do armády a během působení v Itálii se naučil italsky. Po skončení války se živil jako učitel jazyků.
V roce 1958 byl Newmark jmenován vedoucím katedry jazyků na Holborn College of Law, Languages and Commerce, která se později přejmenovala na Polytechnic of Central London (dnešní University of Westminster). S ní Newmark spojil prakticky celý zbytek svého pracovního života. Pod jeho vedením se škola stala hlavním centrem pro přípravu překladatelů v Británii (se zaměřením na odborný překlad). V roce 1974 byl na Polytechnic of Central London jmenován profesorem. O čtyři roky se na téže škole stal děkanem Fakulty moderních jazyků a v této funkci setrval až do roku 1981. V roce 1988 vyšla jeho učebnice The Textbook of Translation, přeložená do několika jazyků.
Newmark byl členem britské profesní organizace The Institute of Linguists. Newmark byl dvakrát ženatý. S první manželkou měl dceru Claire, s druhou manželkou Pauline dceru Liz a syna Matthewa. Zemřel 12. července 2011 ve věku 95 let.